# Hermann Rübesamen
Hermann Rübesamen (* 26. April 1892 in Frankenhausen; † 7. Juli 1916 bei Caboiselle) war ein deutscher Schachkomponist.

## Schachkomposition
Seine ersten Aufgaben publizierte Rübesamen mit 15 Jahren. Als Gymnasiast und in den ersten Jahren seines Studiums hat er die meisten Aufgaben komponiert. Von ihm sind etwa 50 Kompositionen bekannt. 1911 erschienen 36 seiner Kompositionen in der Festschrift zur Feier des 25-jährigen Bestehens des Akademischen Schachklubs München, als dessen korrespondierendes Mitglied er geführt wurde.
Rübesamen gab eine klare Begriffsbestimmung der Römischen Idee, schuf den Ausdruck Flächenbahnung und legte hohen Wert auf die Zweckreinheit des Gedankens. Er gilt als einer der Vorreiter der neudeutschen Schule der Schachkomposition. Neben orthodoxen Mattaufgaben komponierte er auch Selbstmatts und eine Reihe von Studien.
|   | a | b | c | d | e | f | g | h |   |
| 8 |   |   |   |   |   |   |   |   | 8 |
| 7 |   |   |   |   |   |   |   |   | 7 |
| 6 |   |   |   |   |   |   |   |   | 6 |
| 5 |   |   |   |   |   |   |   |   | 5 |
| 4 |   |   |   |   |   |   |   |   | 4 |
| 3 |   |   |   |   |   |   |   |   | 3 |
| 2 |   |   |   |   |   |   |   |   | 2 |
| 1 |   |   |   |   |   |   |   |   | 1 |
|   | a | b | c | d | e | f | g | h |   |

Lösung:

1. Sf5–e7! Lf6xe7

2. b7–b8S+ Das Phönix-Thema, die geschlagene Figur entsteht durch Umwandlung neu. Ka6–b5

3. Lg6–e8+ Kb5–c4

4. Le8–f7+ Kc4–d3

5. Lf7–g6+ Kd3–e2

6. Lf7–g6+ Kd3–e2

5. Lg6–h5+ Ke2–d3 Dauerschach, denn sobald der schwarze König ein schwarzes Feld betritt, geht nach einer Springergabel seine Dame verloren, und Weiß ist gerettet.

## Leben
Rübesamen besuchte von 1898 bis 1902 die Vorschule und anschließend bis 1910 das Gymnasium in Rudolstadt, an dem sein Vater als Oberlehrer angestellt war. In Rudolstadt wohnte auch sein Großvater mütterlicherseits, Henneberg, der ihn frühzeitig zum Schachspiel anleitete, selbst Schachaufgaben komponierte und handschriftlich eine Sammlung hauptsächlich mit Aufgaben von Bayer, Nowotny, Plachutta, Willmers, Capraez, Campell und Healey angelegt hatte.
Von 1910 bis 1914 studierte Hermann Rübesamen ein Semester in Straßburg, zwei an der Technischen Hochschule Dresden und fünf in Halle. Im Februar 1914 legte er seine Staatsprüfung in Physik, Chemie, Erdkunde, Propädeutik und Mathematik ab. Als Probekandidat kam er nach Weißenfels. Nach Ablegen des Rigorosums am 10. Dezember 1914 promovierte Rübesamen am 29. Mai 1915 mit dem Thema Über Empfangsstörungen und elektrisch-meteorologische Elemente der Atmosphäre in Halle (Saale) zum Doktor der Philosophie (Dr. phil.).
Bereits 1915 trat er als Kriegsfreiwilliger ein, wurde im selben Jahr Unteroffizier und
fiel im Ersten Weltkrieg in der Schlacht an der Somme bei Caboiselle.